# مسجد المقربين
مسجد المقربين هو مسجد يقع في قرية لابالا أو قرية ليورجا التابعة لمقاطعة نوسا تنقارا الشرقية في إندونيسيا، بني مسجد المقربين في قرية لابالا جنبا إلى جنب مع انتشار الإسلام في المنطقة .

## التاريخ
وفقا للتاريخ المحلي تم بناء المسجد في عام 1923 بمبادرة من سلالة ملوك لابالا وبالتحديد من ابن الملك روبرت، ساعد ملوك لابالا في عملية انتشار الإسلام في المنطقة .

## الوصول للمسجد
تقع قرية لابالا إلى الجنوب من جزيرة سومبا، وكانت قرية معزولة نسبيا، لأنها نسيج من التربة الجبلية، لذلك قطاع النقل البري ليس قادرا بما فيه الكفاية من الوصول للقرية .

## التحديث
في بداية بناء المسجد كان المسجد يستوعب 200 مصلي في وقت واجد، بعد التجديد في عام 1995 أصبحت قدرة المسجد قادرة على استيعاب ما مجموعه 400 مصلي، مهندس المسجد هو الحاج اولونغ كولي من قرية كامبونج غورتغ لماهالا في مدينة فلوريس، وقد تم تجديد المسجد مرتين، التجديد الأول في عام 1972 في إطار مبادرة من رئيس قرية لابالا محمد سوب عن طريق استبدال أسطح القش بالزنك، وقد تم التجديد الثاني في عام 1995 في إطار مبادرة من رئيس القرية سمين سادو من خلال توسيع المسجد الذي أصبح يستوعب ما يصل إلى 400 مصلي.